# Partido Unionista (Islas Feroe)
El Partido Unionista o Partido de la Unión (en feroés, Sambandsflokkurin, abreviado SB) es un partido político liberal-conservador y agrarista de las Islas Feroe. Actualmente es la segunda fuerza en el parlamento, Løgting con 7 escaños. Desde 2015, su líder es Bárður á Steig Nielsen.

## Historia

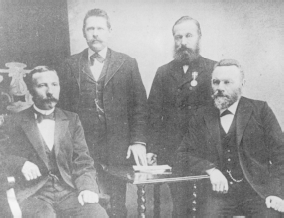
Cuatro de los primeros diputados elegidos por el partido en 1906.

El Partido Unionista es el más antiguo de las Islas Feroe. Se fundó en 1906 y desde entonces ha contado con representación en el Løgting, parlamento feroés. El 18 de agosto de 1906, 13 de 22 miembros de la asamblea anunciaron en el periódico Dimmalætting que formarían un partido político unionista, que se fundaría en defender el espíritu de libertad del pueblo de las Islas Feroe y en la preservación de la unión constitucional con Dinamarca.
La creación del partido también fue una respuesta al movimiento, originado en el siglo XIX, que buscaba el reconocimiento oficial del idioma feroés, pues temían que podría tener consecuencias negativas para la posición de las Islas Feroe dentro del reino danés. El primer presidente del partido fue Fríðrikur Petersen, quien presentó la primera propuesta de manifiesto del partido llamada en danés Bevarelsen af Færøernes actual stateretlige Forbindelse med Danmark (La preservación de la relación legal actual de las Islas Feroe con Dinamarca).
La Segunda Guerra Mundial, cambió la forma de gobernar el país, puesto que durante la invasión de Dinamarca, las Islas Feroe establecieron un autogobierno. Después de un plebiscito fallido y diversas consultas se aprobó en el Løgting una ley de autonomía en 1947, la cual fue votada a favor por el Partido Unionista, entre otros partidos.
Desde 1906, el partido ha conseguido 88 miembros del parlamento, la mayor cantidad entre todos los partidos feroeses. Tras las elecciones parlamentarias de 2019, el partido formó un gobierno de coalición con el Partido Popular y el Partido de Centro, logrando que su líder, Bárður á Steig Nielsen se convirtiera en primer ministro de las Islas Feroe.
En la última elección de 2022 obtuvo el 20,0 % de los votos y 7 escaños en el parlamento. Desde 2015, tiene uno de los dos escaños feroeses en el parlamento danés, Folketing, donde apoya el "Bloque Azul" liderado por Venstre.

## Ideología
El partido defiende una política económica liberal así como el desarrollo de la cultura feroesa y sobre todo la continuación de las Islas Feroe dentro de Dinamarca a través de la Rigsfællesskabet (Mancomunidad del Reino). El partido no tiene una ideología política fija, pero tradicionalmente se le ha considerado conservador y en ocasiones liberal. En la actualidad, el partido se autodenomina como "liberal, democrático y de orientación social".

## Resultados electorales

### Løgting
| Año  | Votos      | %     | Escaños | +/-         | Gobierno                                                             |
| ---- | ---------- | ----- | ------- | ----------- | -------------------------------------------------------------------- |
| 1906 | 961 (#1)   | 62,40 | 12/20   |             | Gobierno en mayoría                                                  |
| 1908 | 663 (#1)   | 66,10 | 13/20   | 1           | Gobierno en mayoría                                                  |
| 1910 | 861 (#1)   | 72,29 | 13/20   | Sin cambios | Gobierno en mayoría                                                  |
| 1912 | 459 (#1)   | 52,34 | 13/20   | Sin cambios | Gobierno en mayoría                                                  |
| 1914 | 699 (#1)   | 52,79 | 12/20   | 1           | Gobierno en mayoría                                                  |
| 1916 | 397 (#2)   | 37,88 | 10/20   | 2           | Gobierno en minoría                                                  |
| 1918 | 2.969 (#1) | 50,26 | 9/20    | 1           | Oposición                                                            |
| 1920 | 3.478 (#1) | 58,41 | 10/20   | 1           | Coalición (con Partido del Autogobierno)                             |
| 1924 | 3.676 (#1) | 58,68 | 13/23   | 3           | Gobierno en mayoría                                                  |
| 1928 | 2.917 (#1) | 46,07 | 10/23   | 3           | Oposición                                                            |
| 1932 | 3.936 (#1) | 50,15 | 11/21   | 1           | Gobierno en mayoría                                                  |
| 1936 | 2.654 (#2) | 33,68 | 8/24    | 3           | Oposición                                                            |
| 1940 | 2.722 (#1) | 32,29 | 8/24    | Sin cambios | Oposición                                                            |
| 1943 | 2.736 (#2) | 28,31 | 8/25    | Sin cambios | Oposición                                                            |
| 1945 | 3.199 (#2) | 24,33 | 6/23    | 2           | Oposición                                                            |
| 1946 | 3.783 (#2) | 28,69 | 6/20    | Sin cambios | Coalición (con Partido de la Igualdad)                               |
| 1950 | 3.170 (#2) | 27,26 | 7/25    | 1           | Coalición (con Partido de la Igualdad)                               |
| 1954 | 3.312 (#1) | 25,98 | 7/27    | Sin cambios | Coalición (con Partido Popular y Partido del Autogobierno)           |
| 1958 | 3.288 (#3) | 23,68 | 7/30    | Sin cambios | Oposición                                                            |
| 1962 | 3.082 (#3) | 20,33 | 6/29    | 1           | Oposición                                                            |
| 1966 | 4.177 (#2) | 23,70 | 6/26    | Sin cambios | Oposición (1966-1968)                                                |
| 1966 | 4.177 (#2) | 23,70 | 6/26    | Sin cambios | Coalición (con Partido Popular, Autogobierno y Progreso) (1968-1970) |
| 1970 | 3.921 (#3) | 21,94 | 6/26    | Sin cambios | Oposición                                                            |
| 1974 | 3.799 (#4) | 19,13 | 5/26    | 1           | Oposición                                                            |
| 1978 | 5.966 (#1) | 26,25 | 8/32    | 3           | Oposición                                                            |
| 1980 | 5.558 (#1) | 23,88 | 8/32    | Sin cambios | Coalición (con Partido Popular y Partido del Autogobierno)           |
| 1984 | 5.330 (#3) | 21,20 | 7/32    | 1           | Oposición                                                            |
| 1988 | 6.116 (#3) | 21,20 | 7/32    | Sin cambios | Oposición                                                            |
| 1990 | 5.367 (#3) | 18,90 | 6/32    | 1           | Oposición                                                            |
| 1994 | 5.986 (#1) | 23,40 | 8/32    | 2           | Coalición (con Partido Popular y Unión de Trabajadores)              |
| 1998 | 4.995 (#4) | 18,00 | 6/32    | 2           | Oposición                                                            |
| 2002 | 7.954 (#1) | 26,00 | 8/32    | 2           | Oposición                                                            |
| 2004 | 7.501 (#1) | 23,70 | 7/32    | 1           | Coalición (con Partido Popular y Partido de la Igualdad)             |
| 2008 | 6.529 (#2) | 20,99 | 8/33    | 1           | Coalición (con Partido Popular y Partido de la Igualdad)             |
| 2011 | 7.546 (#1) | 24,70 | 8/33    | Sin cambios | Coalición (con Partido Popular y Partido del Autogobierno)           |
| 2015 | 6.046 (#4) | 18,74 | 6/33    | 2           | Oposición                                                            |
| 2019 | 6.784 (#3) | 20,30 | 7/33    | 1           | Coalición (con Partido Popular y Partido de Centro)                  |
| 2022 | 6.834 (#2) | 19,97 | 7/33    | Sin cambios | Oposición                                                            |